# كوهات
كوهات (بالأردوية: کوہاٹ)‏ هي مستوطنة، في باكستان، تقع في خيبر بختونخوا، هي عاصمة Kohat District ‏، بلغ عدد سكانها 170,800 نسمة وذلك حسب إحصائيات سنة 2017.

## أعلام
- عثمان خان
- محمد شفيق
- محمد عرفان